# رئیس‌جمهور اتحاد شوروی
رئیس‌جمهور اتحاد جماهیر شوروی سوسیالیستی (روسی: Президент Союза Советских Социалистических Республик) از ۱۵ مارس ۱۹۹۰ تا ۲۵ دسامبر ۱۹۹۱ رئیس کشور اتحاد شوروی بود. میخائیل گورباچف تنها کسی بود که به این منصب رسید.